# Главанци
Главанци (болг. Главанци) — село в Болгарии. Находится в Добричской области, входит в общину Тервел. Население составляет 134 человека.

## Политическая ситуация
В местном кметстве Главанци, в состав которого входит Главанци, должность кмета (старосты) исполняет Сафет Сали Насыф (Движение за права и свободы (ДПС)) по результатам выборов.
Кмет (мэр) общины Тервел —  Живко Жеков Георгиев (Болгарская социалистическая партия (БСП)) по результатам выборов.